# Piotr Rachwał
Piotr Rachwał (ur. 23 stycznia 1977 w Krośnie) – polski historyk, demograf historyczny, archiwista.

## Życiorys
Absolwent historii Katolickiego Uniwersytetu Lubelskiego. W 2002 r. ukończył studia podyplomowe na kierunku Organizacja i Zarządzanie w Lubelskiej Szkole Biznesu (praca dyplomowa: Wpływ globalizacji na migracje ludności z szczególnym uwzględnieniem Polski). W 2008 r. na podstawie dysertacji pt. Statystyki Chełmskiego Konsystorza Greckokatolickiego jako źródło do badań demograficznych Lubelszczyzny uzyskał stopień doktora.
W 2020 na podstawie rozprawy pt. Ruch naturalny ludności rzymskokatolickiej w Lubelskiem w świetle rejestracji metrykalnej z lat 1582-1900 otrzymał stopień doktora habilitowanego.
Profesor nadzwyczajny w Katedrze Źródłoznawstwa, Archiwistyki i Dydaktyki Historii w Instytucie Historii KUL. Od 2008 sekretarz naukowy Komisji Historii Struktur Demograficznych i Społecznych Komitetu Nauk Historycznych PAN. Redaktor tematyczny Rocznika Lubelskiego Towarzystwa Genealogicznego.
Twórca portalu ksiegimetrykalne.pl.
Głównymi obszarami zainteresowań są: demografia historyczna, historia gospodarcza, genealogia, historia medycyny, zastosowanie metod statystycznych i systemów informacji geograficznej w naukach humanistycznych, informatyka archiwalna.

## Wybrane publikacje
- Tempus sapientiae comes. Księga jubileuszowa ofiarowana Profesorowi Henrykowi Wąsowiczowi, red. P. Rachwał, N. Turkiewicz, Lublin 2020, ss. 501.
- Ruch naturalny ludności rzymskokatolickiej w Lubelskiem w świetle rejestracji metrykalnej z lat 1582-1900, Lublin 2019, ss. 1272. (książka otrzymała I Nagrodę "Studiów Źródłoznawczych" im. Stefana Krzysztofa Kuczyńskiego. Edycja 2020).
- Unici na Lubelszczyźnie w XIX wieku. Studium źródłoznawczo-demograficzne, Lublin 2017, ss. 552.
- Staropolskie księgi metrykalne w archiwach parafialnych archidiecezji lubelskiej, „Kwartalnik Historii Kultury Materialnej” 63(2015), nr 4, s. 585-601.
- Badania demograficzne nad ludźmi starymi w Lubelskiem w świetle metryk zgonów (wybrane aspekty). Część I, Kurów (1698-1825),"Archiwa Biblioteki i Muzea Kościelne" 104(2015), s. 257-278.
- Rodzina greckokatolicka na ziemiach polskich do II wojny światowej. Stan badań, [w]: Struktury demograficzne rodziny na ziemiach polskich do połowy XX wieku. Przegląd badań i problemów, pod red. Piotra Guzowskiego i Cezarego Kukli, Białystok 2014, s. 79-92.
- Epidemia cholery w województwie lubelskim w 1831 r., [w]: Powstanie listopadowe na Lubelszczyźnie. Wydarzenia, ludzie, źródła, red. A. Barańska, J. Skarbek, Oświęcim 2013, s. 153-175.
- Procesy demograficzne w Europie Wschodniej (XIX-XX w.), [w]: Europa Wschodnia, red. H. Łaszkiewicz, I. Wodzianowska, Lublin 2012.
- X. Andrzej Nowina Ujeyski, Liber memorabilium parafii w Krościenku Wyżnym, [oprac. i wstęp], Krosno 2010, ss. 184.